# Rhodinylformiat
Rhodinylformiat ist eine organische Verbindung aus der Gruppe der Carbonsäureester. Sie leitet sich von Rhodinol und Ameisensäure ab.

## Herstellung
Rhodinylformiat wird durch Formylierung von Rhodinol (z. B. aus Geraniumöl) hergestellt.

## Verwendung
Rhodinylformiatist wird als Duftstoff verwendet. In der EU ist es unter der FL-Nummer 09.079 als Aromastoff für Lebensmittel zugelassen. Dabei muss die Reinheit mindestens 85 % betragen. Ein Anteil von 10–13 % Rhodinol ist zulässig.